# Parler sarthois

Situation géographique de la langue

Le parler sarthois (ou haut-mainiot ou patois sarthois) est une langue d'oïl, parlée dans l'ensemble du Haut-Maine. Il est également appelé « parler Sapience », « parler cénoman », ou tout simplement « manceau » (pour la variante de la région du Mans).

## Géographie
Le comté du Maine comportait le Haut Maine à l'est, devenu le département de la Sarthe et le Bas Maine à l'ouest devenu le département de la Mayenne. 
Le haut-mainiot, comme toutes les langues régionales, comporte des variations locales dans la prononciation à l'intérieur de son périmètre géographique. Il est entouré par des parlers très proches : percheron (Perche), « bas-maine » (mayennais ou « bas-mainiot ») et angevin (sud de la Sarthe) dont il se différencie par quelques traits.

## Histoire

### Origine
Le parler du Maine est assez proche du gallo dans nombre de ses tournures (parlers du Nord-Ouest). Il sert souvent de référence intermédiaire pour des comparaisons de gallo à français.
Le tableau ci-dessous permet de comparer le gallo, le manceau et le français
| Sarthois             | Gallo                         | Français                  |
| -------------------- | ----------------------------- | ------------------------- |
| anuit                | anaet                         | aujourd'hui               |
| aveille              | avett                         | abeille (avette)          |
| bié nair             | bié naïr                      | blé noir                  |
| chaire               | chaèrr                        | chaise                    |
| chapiaù              | un chapè/chapéü (dèz chapiaù) | chapeau                   |
| pîtaù, fourmaige     | fourmaèjj                     | fromage                   |
| sortie, dessort      | desort                        | sortie                    |
| chair / choir        | cheir                         | tomber (choir)            |
| bicque               | biq                           | chèvre (bique)            |
| goule                | goull                         | bouche (gueule)           |
| paire / poire        | peirr                         | poire                     |
| piée                 | pié                           | pluie                     |
| seille d'ève / d'iaù | seilléy d'èv/iaw              | seau d'eau                |
| roucher              | roucher                       | ronger / mordre / dévorer |

Pour la majorité, le parler du Haut-Maine est composé d'expressions se rapportant à la terre, au fruit du travail des hommes ruraux. Pour le vocabulaire manceau, on a affaire à une grande mixité. Le XIXe siècle a apporté son lot d'expressions techniques en rapport avec l'industrialisation galopante, ou encore au commerce, étant donné que la ville était le pôle d'échange économique de tout l'Ouest. À la confluence de nombreuses autres régions (Normandie et Bretagne surtout), les locuteurs ont également su s'inspirer ou emprunter à leurs voisins.

### Le sarthois aujourd'hui
Pourtant, la langue est largement restée dans les campagnes environnantes de la ville du Mans. Aujourd'hui, on remarque que la langue reste majoritairement parlée par les « anciens » du Mans, mais surtout d'une manière plus massive dans les régions de Ballon, Beaumont-sur-Sarthe, Bouloire, Ecommoy, Nogent-le-Bernard, Pezé-le-Robert, Roëzé-sur-Sarthe et La Suze. Aujourd'hui, la parole sarthoise est, comme toutes les langues regionales, dialectes ou patois en France, en voie de disparition. Cependant, le projet « Sauvegarde de la parole sarthoise » a été lancé en 2003 dans la ville de Sillé-le-Guillaume par la radio locale "Fréquence Sillé". L'objectif du projet est de transférer et sauvegarder de nombreuses sources sonores anciennes sur des supports numériques récents afin de garder une trace certaine de cette culture ancestrale. Par ailleurs, cela pourra à l'avenir faciliter et favoriser leur diffusion. D'autres associations comme les Trésors des parlers cénomans, La Gouline sarthoise, ou encore le Département de linguistique de l’Université du Maine et même l'Institut technologique européen des métiers de la musique, s'attellent également à la tâche.
Le collectif a ainsi pu éditer en 2006 le Trésor du parler cénoman en reprenant en partie le travail de Roger Verdier, le Dictionnaire phonétique du parler manceau datant de 1951. Après l'avoir complété, les auteurs y ont ajouté un CD audio comprenant des démonstrations du parler. Au total, pas moins de 8 000 mots ont été référencés. Un DVD reportage sur la verrerie de Coudrecieux a également été réalisé et donc expliqué entièrement en langue sarthoise. Trois autres ont été réalisés sur diverses traditions de la région.
Une grande phonothèque a été organisée et elle répertorie autant le parler que les coutumes culturelles sarthoises les plus diverses: contes et légendes, comptines et chansons ou encore les bobillonneries de Roger Verdier. L'association possède plus de 1 000 heures d'enregistrements à son actif, en regroupant également les sources retrouvées depuis 1950. Aujourd'hui, plus aucun quotidien n'est écrit en sarthois. Cependant, les nombreux Le bonhomme sarthois, journaux écrits exclusivement en patois sont trouvables aux archives départementales de la Sarthe ou encore à la Médiathèque Louis-Aragon du Mans. Signe de son succès, cette presse ne disparaitra qu'en 1940, pendant la Seconde Guerre mondiale. Des auteurs comme A. Dagnet nous ont cependant offert des grammaires entières et précises du parler manceau avec même une bobillonnerie sarthoise fantastique : Houbilles et birouilles.
En septembre 2020, l'association "Heulâ!" se donne pour mission de sauvegarder le parler sarthois. Elle fédère plusieurs acteurs de la mise en valeur du patrimoine culturel du Maine : 
- Serge Bertin (président d’honneur) est ethnologue et auteur d’une vingtaine d’ouvrages régionaux dont un dictionnaire en patois et 3 albums de Tintin en patois sarthois.
- Jean Revers (co-président), anime (exercices de traduction, expression de contes, chansons, etc.) un groupe de patoisants à Malicorne depuis une vingtaine d'années.
- André Jaunay (co-président) a créé un jeu de cartes en patois, dit des « sept familles ». Jean Revers (co-président) est animateur d’un groupe patoisant aux Aînés Ruraux de Malicorne.
- Fernand Legeard (vice-président) est l’auteur de l’ouvrage « Et si on caôsait patois ! – Histouéres d’mon Paÿs mainiot » et créateur du groupe patoisant « Les Veillées à l’Ancienne ».
- Pilou Souchères (vice-président) intervient régulièrement au sein de la séquence patois sur "LMtv Sarthe". 
- Fabrice Louvet (trésorier) est le créateur de deux jeux de cartes patoisants « Dekèktudi ».
- Jean-Yves Poignant (vice-trésorier) est à la tête du groupe patoisant "Les Chemineux".

### La tradition littéraire
Dès 1898, l'ouvrage de  François Deslandes, Au bon pais de Sillé regroupe quelques contes populaires sarthois. Ces contes seront repris en version sonore en 1983 par Jean Dean-Laporte. Cet enregistrement audio, voulu au plus proche de la réalité dialectale se centrera cependant uniquement sur les contes manceaux, d'où son titre, Contes manceaux en patois. En 1988, René Langlais fait paraître en édition papier Les Contes phonétiques du Haut-Maine aux éditions du Racaud. Le petit livre de 32 pages est illustré de quelques figures pittoresques en noir et blanc.
Puis, Roger Verdier fait paraître sa dernière œuvre en 1993 : Les Contes phonétiques manceaux. Cet intellectuel dévoué à sa région meurt presque centenaire deux ans plus tard à l'âge de 96 ans. La plupart de son œuvre est en fait une reprise améliorée de contes populaires parus dans la Tribune de Saint-Calais, peu avant les années 1950. La Sarthe trouve un grand défenseur de sa langue en la personne de l'écrivaine Catherine Paysan, surnommée la « dame d'Aulaine ».
Voici un extrait de la fable Le corbeau et le renard de Jean de La Fontaine en parler sarthois :
Aun’ couâ bin neire, su eun’ terrouesse cruchée,

T’nait en son bé, un grous froumaige.

V’là qu’un gâs r’nâ, pa la sente appâté,

S’amène et, dans son parlement,

C’mince à déberteler son compliment :

« Bon l’bonjou, môssieur de la Couâ.

Ça qu’iest-i qu’jêtes dons vout nocial ?

Ou qu’censément, qu’jiriez au bal ?

Vous v’la, ma foé, tout pourri biau.   […] »

### Phonétique

#### Généralités
Ses caractères principaux sont communs à certains des parlers du Grand Ouest :
- le son /o/ (souvent écrit « o », « au » ou « ô » en français) est prononcé fortement et devient /aø/ écrit « aeu ». Ainsi, tôt devient taeût, ôter devient aeûter, nôtre et vôtre deviennent naeûtre et vaeûtre (mais notre et votre adjectifs se disent noûtre et voûtre), pauvre devient paeuvre, pot devient paeut etc.
- Le son français « oi » est souvent remplacé par « ai » (position accentuée) ou « é » (position non accentuée), car, comme les autres variétés d’oïl de l’ouest, le sarthois a conservé l’ancien son « ei » de l’ancien français avant qu’il évolue en « oi » dans les dialectes de l’est au XIIIe siècle (à partir de la Bourgogne et de la Champagne surtout). Par exemple, le latin stella (« étoile ») avait donné esteile en ancien français qui devint estoile, puis étoile en français moderne (prononcé èstèle ou èstèïle jusqu'au XIe siècle, èsteuïle au XIIe siècle, èstoïle au XIIIe, puis èstoèle ou étoèle au XVe siècle, étouèle jusqu'au XVIIIe siècle où « ouè » s'ouvrit en « ouâ », donnant la prononciation de « oi » actuelle en français moderne : étouâle), mais le sarthois dit toujours étaile (prononcé étèle ou étæïle). Cependant, un grand nombre de verbes du troisième groupe qui se terminent en français en -oir peuvent finir en sarthois en -ouèr, par influence des parlers de l’orléanais voisins. Ainsi, boire se dit baire, quelquefois se dit quieauquefais, voisin se dit vésin, voiture devient véteüre (ou véture, ou véteure), mais savoir devient sçavouèr (ou sçavair), vouloir est voulouèr ou voulair (pouvoir en revanche se dit partout pouair) etc.

- Les consonnes finales, comme en français, ne sont pas prononcées, mais en sarthois ce phénomène est encore plus étendu. Ainsi on écrit il mange comme en français mais on prononce i manj, parce que l'l final de « il » n'est pas prononcé. Par exemple, les verbes du deuxième groupe sont en -ir comme en français, mais on prononce -i parce que l'r final est muet (finir se dit fini mais s'écrit comme en français).
- De même, les mots finissant en français par -eur finissent régulièrement en sarthois par -oux (prononcé -ou), l'r final ne se prononçant plus. Bêcheur se ainsi dit bèchou qu'on écrit baîchoux (plus rarement baîchou, baichour, baîchous etc.). L'orthographe -oux permet de raccorder ces substantifs qui en français sont en -eur à leur féminin qui est en -ouse (français -euse dans la plupart des cas), ainsi qu'aux adjectifs en -oux (qui correspondent aux adjectifs français en -eux) dont le féminin est également en -ouse (et en français également en -euse). Ainsi, achaloux veut dire « ennuyeur » quand il est utilisé comme nom et « ennuyeux » quand il est utilisé comme adjectif (achaler signifie « ennuyer »).
- oign- (prononcé « ogn » comme dans oignon) et ogn- se prononcent ongn-. Ainsi, ongnon pour oignon.
- -ail, à la fin d’un mot, se dit invariablement -al : portal pour portail ; traval pour travail. Par confusion, beaucoup de substantifs en -ail, prennent comme ceux en -al, des pluriels terminés en -aux.
- ui du français (et à l’occasion é, è ou i) est réduit à un seul son eu. Ainsi nuit de dit neut.
- eu du français évolue parfois en u /y/ (Ugène correspond à Eugène), mais dans de nombreux cas on trouve ou à la place, car là encore le sarthois a conservé l’ancienne prononciation « ou » de l’ancien français avant qu’elle n’évolue en eu au XIVe siècle dans les parlers de la Loire, du bassin parisien et de la Picardie. Là encore, ce phénomène n'a pas touché les parlers de l’ouest (mayennais, angevin, gallo, normand). Ainsi, on dit mangeoux et chantoux (fém. mangeouse et chantouse) pour mangeur et chanteur (fem. mangeuse et chanteuse), houre pour heure, goule pour gueule, fiour pour fleur, coue pour queue (d’où le français couette, « petite queue »), noud pour nœud etc.
- ien du français se prononce in (régulièrement écrit en, in) : chin correspond à chien, ben (prononcé bin) à bien, il vint à il vient (mais le passé simple il vint du français se dit il venit en sarthois) etc.
- Il existe une diphtongue notée au utilisée à la place de al et au en français : un jevau / chevau « un cheval ».
- Les groupes cl, gl, bl, pl, fl deviennent qui, gui, bi, pi, fi : pien (plein), bianc (blanc), pianche (planche), fiour (fleur), éguyise (église), équiésiastique (ecclésiastique) etc.
- Les pronoms personnels je et on sont employés à la place de nous : je mangeons (nous mangeons), je vourrions (nous voudrions), j’avions (nous avions), etc.
- La 3e personne du pluriel de l'indicatif présent se termine en -ant et en -aint à l'imparfait (il mangeant, il mangeaint), ce phénomène touche aussi le passé simple et le conditionnel : il diant ou il disant (présent), il dirant (passé simple) pour ils disent et ils dirent ; il disaint et il diraint pour ils disaient et ils diraient ; ou encore il sortant de là à matin pour ils sortent d'ici ce matin.
- Au passé simple, les terminaisons en is, it sont courantes pour tous les verbes du premier groupe et d’une grande partie de ceux du troisième. (je mangis, tu mangis, il mangit, je mangîmes, vous mangîtes, il mangirant).
- Le subjonctif est terminé par -ge pour les verbes du troisième groupe : que je saige « que je sois », que je vinge « que je vienne », que je prenge « que je prenne », que j'auge « que j'aille », que je vaige « que je voie » etc.
- Les x graphiques du pluriel sont prononcés [s], les cosiaux (cosiaws) « les sauts ».
- Le son 'r n'est pas prononcé dans bon nombre de situations : par exemple: la « douaitte » pour la droite, « ête maig » pour être maigre.
- Dans le nord du département, les mots finissant en -er, -é, -ai se prononcent -eu. Exemple : Vin' don' mangeu' ! ( Viens donc manger ! ).

#### Consonantisme
Les consonnes du sarthois sont proches ou analogues à celle du français.
- Le son r
- Le r est roulé avec un point d'articulation alvéolaire. Cette position lui permet de glisser parfois vers une prononciation en l. (Poltrait [=portrait], rabourer [=labourer]) ;
- en fin de mot, il disparaît comme les autres consonnes (bonjou', la pou' [=la peur]) ;
- dans les groupes consonantiques où r des en second position d'attaque, le son peut passer au coda: berton (=breton), me'cuerdi [=mercredi], berbis, querver [=crever], fertiller [=frétiller]) ;
- des sons r supplémentaires peuvent aussi apparaître :
  - r en attaque d'une syllabe suivant une syllabe ouverte avec voyelle longue: redoublement du r après (mairrie) ;
  - r en coda suivi d'une attaque à consonne simple : (artrichaut, écharlote, jerdrin).

#### Vocalisme
- Traitement du [e] long et du [i] bref latin analogue à ce qu'on observe dans une grande partie de l'ouest.

| ouest               | français              |
| ------------------- | --------------------- |
| mai, tai, sai       | moi, toi, soi         |
| fai, drait, véteüre | foi, droit, voiture   |
| nair, pesson, vésin | noir, poisson, voisin |

- Les diphtongues et les triphtongues de l'ancien français se maintiennent.

| groupement | latin     | ouest  | ouest                     | français | français |
| ---------- | --------- | ------ | ------------------------- | -------- | -------- |
| au         | cal(ĭ)dus | chaud  | [ʃaʊ] / [ʃoʊ]             | chaud    | [ʃo]     |
| eau        | bellus    | biau   | [bjaʊ] / [bjoʊ]           | beau     | [bo]     |
| eau        | rastellus | râtiau | [rɑː.ˈtjaʊ] / [rɑː.ˈtjoʊ] | râteau   | [ʁɑ.to]  |

- Traitement du [o] long et du [u] bref latin.

| bas latin | ouest                      | français |
| --------- | -------------------------- | -------- |
| coda      | coue (cf. couard)          | queue    |
| nodu      | noud                       | nœud     |
| gula      | goule (cf. goulot, goulet) | gueule   |

## Grammaire

### Généralités de prononciation
Toutes ces généralités sont assez proches de l'ancien français qui avait lui-même un manque de règles avec beaucoup de divergences orthographiques entre plusieurs textes pour un seul mot. Ici, il faut savoir que même s'il ne s'agissait pas de règles, l'écrit manceau (lieu de production plus que Sarthois du fait par exemple du collège du Mans) en était très affecté. 
- Le parler se veut lent et à faible débit oratoire, Montesson décrit cette manière de parler comme « sage et prudente ».
- Le « a » remplace bien souvent le « e » et le « a » devient également « ai » devant le « g » : « partaige » pour « partage ».
- Le « e » est bien souvent élidé comme pour la prononciation du village de « Vezot », souvent nommé « V'zot ».
- Le « f » final disparait comme avec « chéti » pour « chétif » ou « beu » pour « bœuf ».
- Le « g » et le « j » remplacent le « ch » lorsqu'il est suivi d'une voyelle comme pour « cheval » qui se prononce « geval » ou « jeval ».
- Le « i » devient « ei » devant le « n » et devant « gn » : « veigne » pour « vigne ».
- Le « l » n'est pas prononcé en finale : « machecou » pour « machecoul ».

### Lexique
(n) : nom ; (n.f) = nom féminin ; (n.m) = nom masculin
(adj.) = adjectif ; (v. tr) = verbe transitif ; (v. intr.) = verbe intransitif ; (v. pron) = verbe pronominal.
- Abafointé : (adj.) du français abat-foin, ouverture du grenier au-dessus de l'étable • abasourdi.
- Abas : (n.m) bas  • région du sud • vent d'Ouest.
- Abbayer : (v.)  aboyer.
- Abécher : (v.) de l'ancien français abéchier • donner la becquée à un oiseau.
- Aberiau : (n.m) ou abériette (n.f) abri
- Abérier : (v.)  abriter
- Abernaudir : (v.) s'assombrir • Variante :  embernaudir.
- Abeutter : (v.)  butter ou garnir de terre le pied d'un arbre ou d'une plante, être près d'un but.
- Abonminer : (v.) détester, exécrer.
- Accoufler : (v.) accroupir sur les talons.
- Accouir : (v.) affaisser
- Accoutrâs : (n.m.) désigne une personne mal mise, à la mauvaise tenue.
- Accourser : (v.) achalander.
- Accoutre : (v.) asseoir quelque chose et principalement la lessive.
- Accrêter : (v.) orner, parer.
- Acertainer : (v.) affirmer.
- Achaler : (v.) echauffer, agacer • Etre achalé, être las.
- Achée : (n.f.) ver de terre.
- Aciarer : (v.) mettre en clos.
- Accouit : (adj.) mal levé (pour le pain et la boulange).
- Accoussiérer : (v.) faire ou refaire une litière.
- Accraire : (v.) faire croire, en rajouter.
- Adelaisé : (adj.) oisif, paresseux.
- Adoumécher : (v.) adoucir • apprivoiser.
- Affiement : (n.m) préparation de la terre pour la culture.
- Affier : (v.) cultiver.
- Affla : (n.m) histoire.
- Affranchissoux : (n.m) accoucheur, rebouteux.
- Affût : (n.m) un bon coup de faux.
- Agoussant : (adj) conciliant, arrangeant • pas facile d'abord.
- Agousser : (v.) déranger, agacer.
- Aiguillette : (n.f) pourboire.
- Aliqueurer : (v.) nettoyer l'étable.
- Alober : (v.) faire gober, tromper par un tour ou un jeu.
- Alouser : (v.) vanter • flatter.
- Amorillonner : (v.) ratatiner, rabougrir.
- Angevine : (n.f) fête de la nativité de la Vierge, le 8 septembre.
- Anguiâs : (n.m) compote de prune sarthoise.
- Anicler : (v.) croître avec difficulté • Être paresseux.
- Aniquelé : (adj.) sans courage et sans force.
- Gouléyant : (adj.) agréable, appétissant.
- Epiéter / épléter : (v.) exploiter, faire travailler vite (de l’ancien français espleitier ou esploitier, mot cousin d'exploiter en français moderne, éplleitaer en normand, épléter en berrichon).

## Les dictionnaires et ouvrages de référence

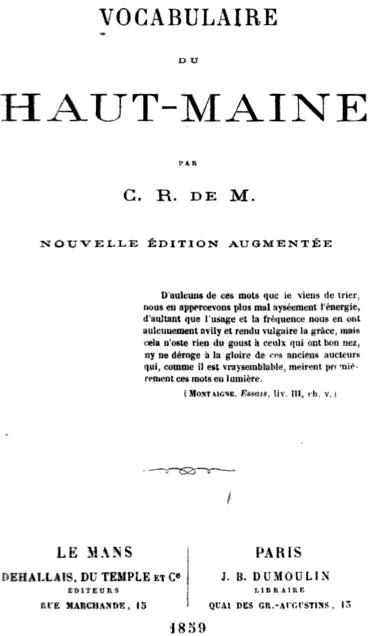
Dictionnaire de vocabulaire du "haut maine" datant de 1859.

Tous les vocabulaires du Maine sont l'objet de classifications diverses depuis bien des siècles. On peut trouver par exemple le Vocabulaire du Haut-Maine par le comte Charles Raoul de Montesson comme l'un des dictionnaires les plus importants pour la compréhension de cet ancien dialecte. Il fut publié en 1857, puis une édition augmentée fut à son tour publiée en 1859. Ensuite le Verdier est un autre ouvrage très utilisé pour les analystes du parler Sarthois. Publié en 1959, il a connu un grand succès en son temps avant d'être oublié. Depuis, le parler purement Sarthois comme il se parle toujours aujourd'hui, a été analysé et surtout ordonné. Le Parler sarthois en deux tomes, œuvre collective sous forme de dictionnaire a été publiée en 1982 par un collectif de la revue Cénomane formé autour de Patrick Godard et d'Alain Mala. L'ouvrage fut réédité à deux reprises, symbole de l'intérêt qu'il suscite, une fois en 1998, une autre en 2003.

#### Dictionnaires
- Claude Augé et al., Petit Larousse Illustré, Larousse, 1914.
- Patrick Godard et Alain Mala, Parler Sarthois, éditions Cénomane, tomes 1 et 2, Le Mans, 1982.
- Charles Raoul de Montesson, Vocabulaire du Haut Maine, édition Dehallais du Temple et Cie, Le Mans, 1859, 2e édition.
- Roger Verdier, Dictionnaire phonétique, étymologique et comparé du patois du Haut Maine, Le Mans, éditions du Râcaud, 1959.

#### Ouvrages littéraires
- François Deslandes, Au bon pais de Sillé - Contes sarthois, edition "Sillé-le-Guillaume", 1893.
- René Langlais et Roger Verdier, Les Contes phonétiques du Haut-Maine, 1988, 32 p.
- Roger Verdier, Contes phonétiques manceaux, Editions du Racaud, 1993, 32 p.